# Francisco Antonio de Borja-Centelles y Ponce de Léon
Francisco Antonio de Borja-Centelles y Ponce de Léon, španski rimskokatoliški duhovnik, škof in kardinal, * 27. marec 1659, † 4. april 1702.

## Življenjepis
21. junija 1700 je bil povzdignjen v kardinala.
18. julija 1701 je bil imenovan za škofa Calahorre y La Calzade; 31. julija istega leta je prejel škofovsko posvečenje.
3. aprila 1702 je bil imenovan za nadškofa Burgosa.